# Chiesa della Beata Vergine del Buon Consiglio
La chiesa della Beata Vergine del Buon Consiglio è un luogo di culto cattolico che si trova sul viale Don Minzoni a Firenze.

## Storia e descrizione
Era officiata dai padri Gesuiti, che hanno il loro istituto in via Silvio Spaventa (con la statua dell'Immacolata posta sulla facciata).
Sulla stessa via è la facciata neorinascimentale della chiesa, che presenta lo stesso stile nell'interno ad aula unica. Al termine della navata, a sinistra, è una grande tela raffigurante la Circoncisione, firmata dall'urbinate Filippo Bellini, proveniente da un luogo ancora non identificato di Urbino, ma forse risalente alla metà degli anni ottanta del Cinquecento.
All'altare maggiore una Madonna col Bambino, maiolica policroma della Richard-Ginori (1957). 

Sul viale è stato fondato nel 1964 l'Istituto Niels Stensen (o Niccolò Stenone, 1638-1686), scienziato danese vissuto a lungo alla corte dei Medici e sepolto in San Lorenzo. Sempre su questo lato del viale, al 27, una targa ricorda l'abitazione dello scultore Dante Sodini, noto per un Cristo benedicente al cimitero di Trespiano, il Ritratto della Regina Vittoria, quello di Gladstone e per la statua della Fede, dove un cieco cerca a tentoni di toccare una croce:

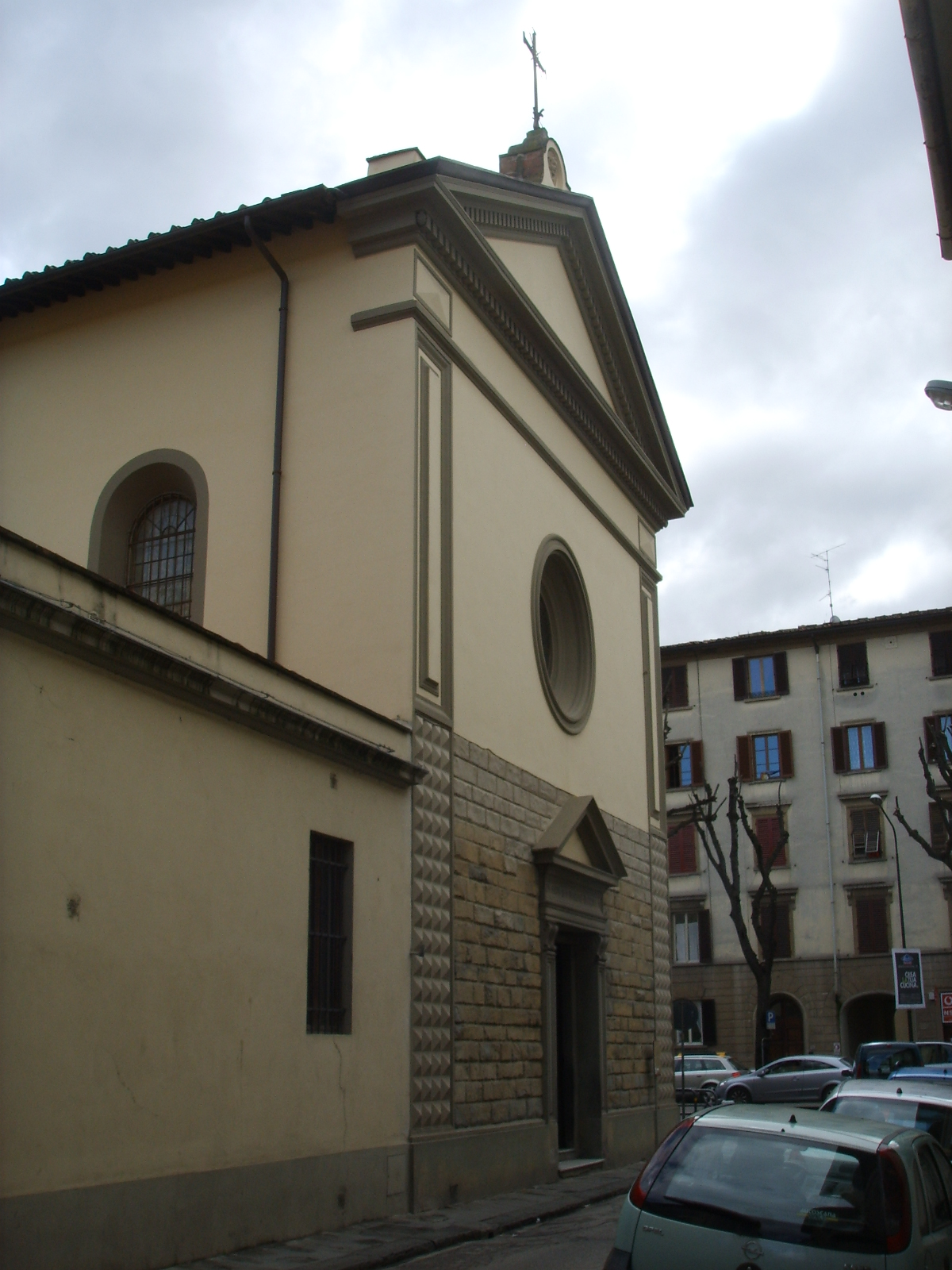
La facciata
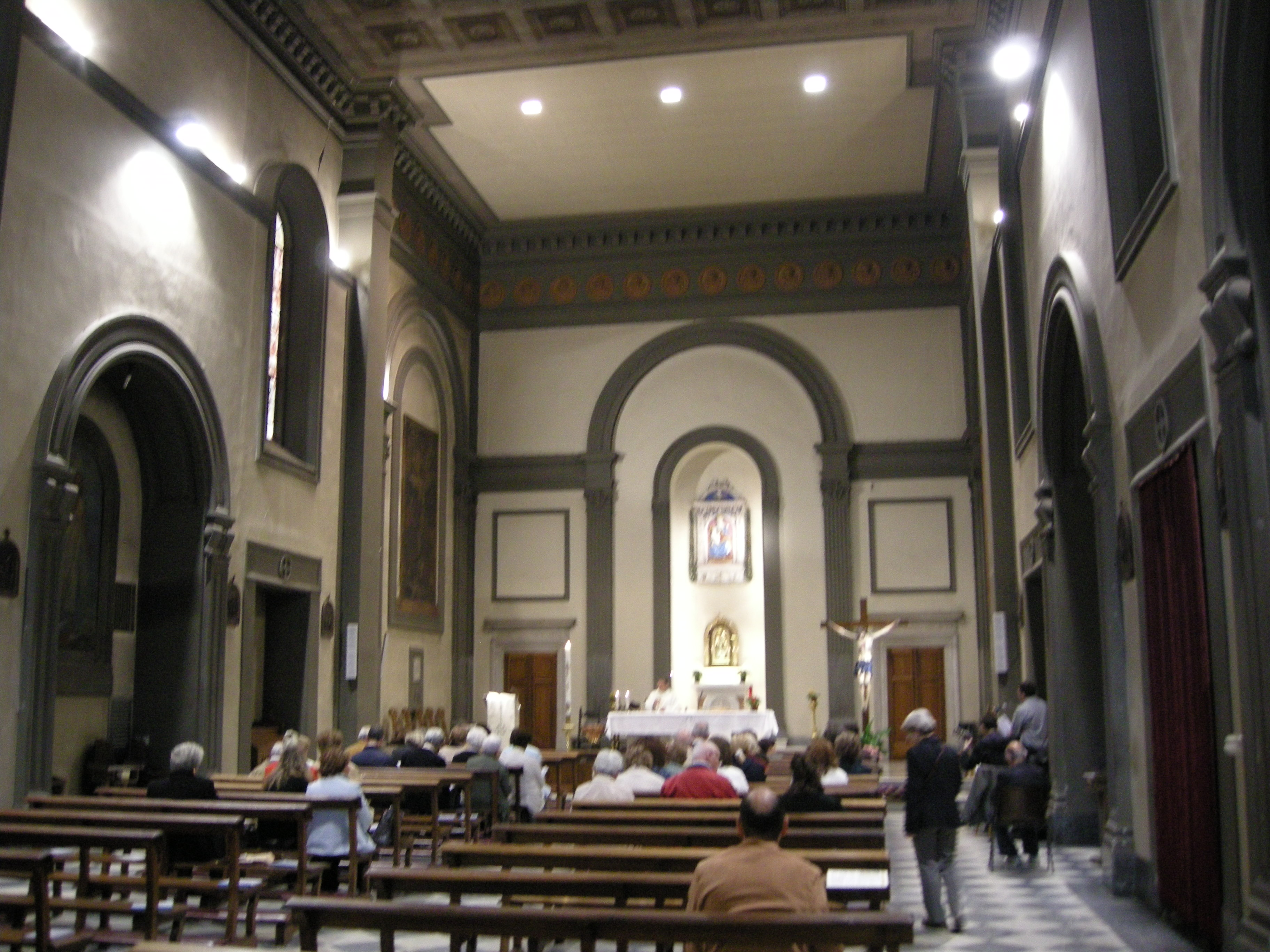
Interno

Qui dall'animo e dalla mente

Di Dante Sodini

A forma concreta si plasmavano

Le opere che in marmo ed in bronzo

Onoravano l'arte italiana»
- La facciata
- Interno